# Ematurgina acervata
Ematurgina acervata is een vlinder uit de familie van de prachtvlinders (Riodinidae). De wetenschappelijke naam van de soort is voor het eerst geldig gepubliceerd in 1932 door Adalbert Seitz.